# Paul Tsongas

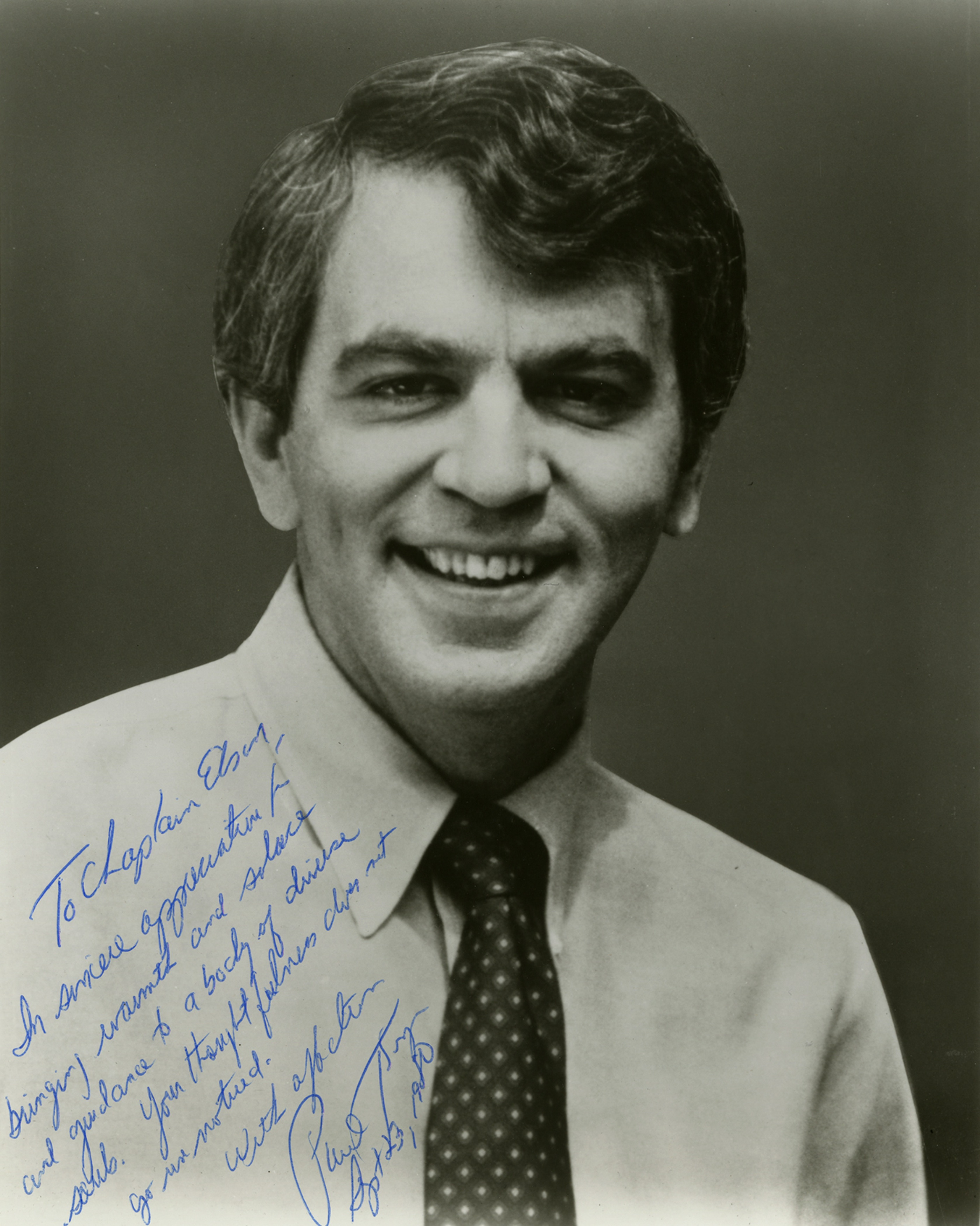
Paul Tsongas

Paul Efthemios Tsongas (* 14. Februar 1941 in Lowell, Massachusetts; † 18. Januar 1997 ebenda) war ein US-amerikanischer Politiker der Demokratischen Partei. Von 1975 bis 1985 vertrat er den Bundesstaat Massachusetts in beiden Kammern des Kongresses. In der Vorwahl der Demokraten zur Präsidentschaftswahl 1992 trat er gegen den späteren Sieger Bill Clinton an.

## Familie, Ausbildung und Beruf
Paul Tsongas wuchs als Sohn von Efthemios und Katina Tsongas zusammen mit seiner Zwillingsschwester Thaleia in Lowell auf. Seine Eltern waren aus Griechenland in die USA eingewandert und hielten sich zunächst mit Hilfsarbeiten finanziell über Wasser. Später eröffnete sein Vater eine Kleiderreinigung, in der auch Paul und Thaleia mitarbeiten mussten. Als die Geschwister sechs Jahre alt waren, starb ihre Mutter an Leukämie.
Nach dem Besuch der Pflichtschulen schrieb sich Tsongas am Dartmouth College in Hanover (New Hampshire) ein, das er 1962 abschloss. Als Mitglied des von US-Präsident John F. Kennedy ins Leben gerufenen Friedenscorps verbrachte er danach zwei Jahre, von 1962 bis 1964, in Äthiopien. Nach seinem Abschluss in Rechtswissenschaft an der Yale University 1967 und seiner Zulassung im folgenden Jahr zog Tsongas nach Washington, D.C., wo er zwei Jahre als Praktikant im Büro des republikanischen Kongressabgeordneten F. Bradford Morse arbeitete. Zuletzt studierte er von 1973 bis 1974 Politikwissenschaft an der John F. Kennedy School of Government, einer Fachabteilung der Harvard University.
Die Jahre zwischen 1985 und 1991 verbrachte Tsongas zurückgezogen außerhalb der Politik, nachdem ihm im September 1983 Knochenkrebs diagnostiziert worden war. 1986 musste er sich einer Knochenmarkstransplantation unterziehen. Tsongas gründete nach seiner Genesung Foley, Hoag & Eliot, eine Anwaltskanzlei in Boston. Mitte der 1990er Jahre wurde bei Tsongas erneut Krebs diagnostiziert. Im Mai 1996 wurde wiederum eine Knochenmarkstransplantation durchgeführt, mit Spenderzellen von seiner Schwester. Anfang Januar 1997 kam Tsongas mit einer schweren Lungenentzündung ins Krankenhaus und starb nach zwei Wochen im Alter von 55 Jahren an Leberversagen.
Mit seiner Frau Niki Tsongas hatte er drei Töchter. Sie war nach seinem Tod von 2007 bis 2019 demokratische Kongressabgeordnete für Massachusetts.

## Politische Laufbahn

Vorwahl der Demokraten zur US-Präsidentschaftswahl 1992; grüne Staaten votierten für Paul Tsongas

Tsongas, der einen überzeugten Republikaner als Vater hatte, schloss sich der Demokratischen Partei an. 1969 wurde er in den Stadtrat seiner Heimatstadt Lowell gewählt und im selben Jahr zum stellvertretenden Attorney General von Massachusetts. In der Zeit von 1973 bis 1974 war er zudem Commissioner des Middlesex County.
Bei der Wahl 1974 nach der Watergate-Affäre kandidierte Tsongas für das Repräsentantenhaus der Vereinigten Staaten und gewann als erster Demokrat seit 90 Jahren den fünften Kongresswahlbezirk von Massachusetts, den er ab dem 3. Januar 1975 vertrat. Bei der Wahl 1978 kandidierte er für einen Sitz im Senat der Vereinigten Staaten und besiegte den als Favoriten geltenden Mandatsinhaber Edward Brooke mit einem Anteil von 55 Prozentpunkten. Tsongas war nur eine Legislaturperiode lang Senator; auf eine Wiederwahl 1984 verzichtete er aus gesundheitlichen Gründen.
Die Präsidentschaft von George Bush war einer der Gründe, weshalb Tsongas entschied, bei der US-Präsidentschaftswahl 1992 zu kandidieren. Bei der Vorwahl der Demokraten erreichte er die relative Mehrheit in sieben Bundesstaaten – Massachusetts, Maine, Maryland, Vermont, Rhode Island, Utah und Arizona. Nachdem er jedoch die beiden wichtigen Vorwahlen in Illinois und Michigan verloren hatte – die Stimmen gingen an den Gouverneur von Arkansas, Bill Clinton – zog sich Tsongas aus dem Wahlkampf zurück. Dennoch entschieden sich viele Delegierte, ihre Stimmen auf dem Bundesparteitag der Demokraten, der 1992 in New York City tagte, Tsongas zu geben. Auf diese Weise erhielt er 289 Delegiertenstimmen, nach Bill Clinton und Jerry Brown die dritthöchste Anzahl.

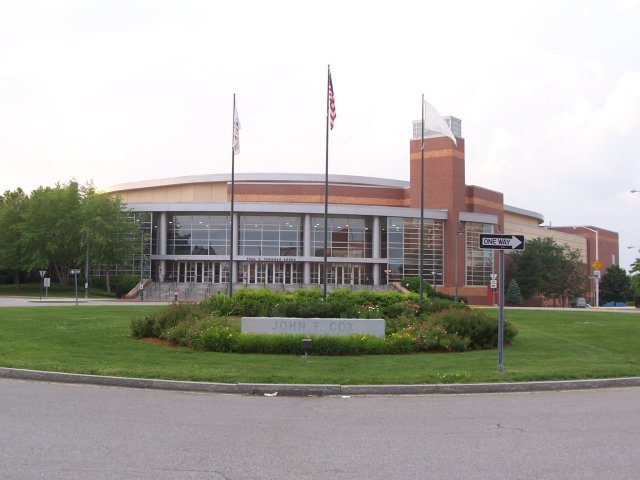
Die Tsongas Arena in Lowell, Massachusetts trägt den Namen von Paul Tsongas

1992 gründete er zusammen mit Warren Rudman, dem US-Senator von New Hampshire, die parteiübergreifende Concord Coalition, die es sich zum Ziel gesetzt hat, mit Hilfe von Deficit spending die Staatsschulden der USA einzudämmen.